# 1966年新加坡羽球公開賽
1966年新加坡羽毛球公開賽，為（早期）第7屆新加坡羽毛球公開賽。本屆賽事於1966年10月?日至10月9日在新加坡舉行。

## 優勝者
本屆各項目冠亞軍如下：
| 項目     | 冠軍            | 亞軍             |
| -------- | --------------- | ---------------- |
| 男子單打 | 尤清和          | 謝健新           |
| 女子單打 | 努爾黑娜        | 陳宗英           |
| 男子雙打 | 尤清和 莊友明   | 陳貽權 許清才    |
| 女子雙打 | 努爾黑娜 陳宗英 | 林珠英 愛莎·阿丹 |
| 混合雙打 | 黃紹銘 黃妙英   | 莊友明 林珠英    |